# Бирчна Вас
Бирчна Вас (словен. Birčna vas) — поселення в общині Ново Место, регіон Південно-Східна Словенія, Словенія. Висота над рівнем моря: 240,5 м.